# Elbridge Bryant
Elbridge (Al) Bryant (Thomasville (Georgia), 28 september 1939 - Flagler County (Florida), 26 oktober 1975) was een Amerikaanse soulzanger. Samen met Otis Williams, Eddie Kendricks, Paul Williams en Melvin Franklin was Bryant een van de oprichters van de Amerikaanse soul- en R&B-groep The Temptations.

## Biografie
Op 28 september 1939 werd Al Bryant, die de bijnaam "Bones" kreeg, geboren in de Amerikaanse stad Thomasville in Georgia. Hij stamde af van zowel Afro-Amerikaanse als Indiaanse voorouders. Als kind verhuisde Bryant naar Detroit, dé autostad van de Verenigde Staten. Daar raakte hij bevriend met Otis Williams. Ze richtten een aantal groepen op, met als meest succesvolle The Distants, waarvan ook Melvin Franklin, Richard Street en Albert "Pee Wee" Crawford deel uitmaakten. Nadat de laatste twee de groep hadden verlaten vormde het overgebleven trio een nieuwe groep met Paul Williams en Eddie Kendricks. Ze noemden zich The Elgins, maar omdat al twee groepen van die naam bestonden waarvan een bij Motown, kozen ze de naam The Temptations.
The Temptations met Al Bryant verwierven in 1961 een contract bij Motown, de grootste platenmaatschappij in Detroit. De groep was in haar beginjaren niet succesvol. Het enige nummer dat een hitnotering wist te bereiken was Dream Come True, dat op de #22 positie op de R&B-lijst bleef steken. Op dit nummer fungeerde Bryant als een van de achtergrondzangers. Dit was bijna altijd het geval bij de opnames uit die periode, want Eddie Kendricks en Paul Williams zongen de meeste leadpartijen. Tijdens optredens kreeg Bryant de kans om ook lead te zingen.
Vanwege de lage noteringen op de hitlijsten werd Bryant, die hoge verwachtingen had, onrustig binnen de groep. Hij was meer bezig met zijn baan als melkman dan met The Temptations. Daarnaast was hij een vrouwenversierder met een drankprobleem, waardoor hij wegbleef bij opnames en niet topfit was tijdens optredens. Het dieptepunt kwam bij een optreden, enkele weken voor kerstmis 1963. Toen The Temptations een encore wilden geven was hij moe en had geen zin meer. De ruzie liep hoog op en Bryant sloeg een fles in het gezicht van Paul Williams, net naast zijn oog. Daarna werd hij uit de groep gezet. Hij werd vervangen door David Ruffin.
Na zijn ontslag van The Temptations maakte Al Bryant in het midden van de jaren zestig deel uit van The Primes. Daar werd hij herenigd met een oude bekende van The Distants, Pee Wee Crawford. Deze groep had alleen klein lokaal succes, terwijl The Temptations de wereld veroverden en tot de topartiesten van Motown behoorden.
Elbridge Bryant overleed op 26 oktober 1975 op 36-jarige leeftijd aan levercirrose, die hij overhield aan zijn buitensporige alcoholgebruik.